# ATD Negyedik Világ Mozgalom
Az ATD Negyedik Világ Mozgalom  (franciául Mouvement international ATD Quart Monde ; angolul International Movement ATD Fourth World) olyan ökumenikus keresztény lelkiség, amely céljának tekinti a mélyszegénység felszámolását.

## Története
A mozgalmat Joseph Wresinski (1907–1988) francia pap alapította, aki a franciaországi Angers-ben született, az apa lengyel mérnök, az anya spanyol tanítónő.
Az I. világháborútól kezdve a család egyre jobban elszegényedett, míg végül az apa elhagyta a családot, így az anyának egyedül kellett felnevelnie négy gyermekét nagyon nehéz anyagi körülmények között. Tizenéves korában a Keresztény Munkásifjú Mozgalom hatására fordul a kereszténység és a papi hivatás felé. 1946-ban, harmincévesen pappá szentelték. A szemináriumi időkben és a felszentelés után is a legszegényebb munkáscsaládokat látogatja, hogy minél jobban megértse és segítse őket. Püspöke 1956. július 14-én Párizs egyik elővárosába, Noisy-le-Grand nyomornegyedébe küldi, amit 1954-ben hoztak létre Pierre abbé katolikus pap segélykérésére, egy használaton kívüli szeméttelepen. Bekapcsolódik az itt tevékenykedő, Pierre abbé által alapított Emmaüs közösség munkájába, végül a tervezett három hónap helyett egész életére ott marad, beköltözik a nyomornegyedbe. Úgy látja, hogy az ingyenes segélyek csak rontják a lehetőségét annak, hogy az itt élők fel tudják ismerni és önállóan meg tudják oldani saját valós problémáikat. Ezért nem kis felháborodás közepette felszámolja az ingyenes étel- és ruhaosztást, és a legtöbb segélyszervezetet elküldi a telepről.
1957-ben a telep legszegényebb körülmények között élő családjaival megalapítja az ATD – Negyedik Világ Mozgalmát. A mozgalom terjeszkedni kezd, önkéntesei 1964-ben már La Courneuve város La Campa nyomornegyedében is jelen vannak. 1968-ban fogalmazódik meg a „Negyedik Világ” elnevezés, aminek eredete a „negyedik rend” kifejezés. Ezt a francia forradalom idején használták a legmélyebb szegénységben, érdekképviselet nélkül élők gyűjtőneveként. 1968 óta a mozgalom a mélyszegények politikai és emberi jogainak érvényesítése érdekében részt vesz az önkormányzati, parlamenti és európai választási kampányokban. 1977-ben tízéves program keretében igyekeztek megszüntetni a nyomortelepeken az analfabetizmust és elérni, hogy mindenkinek legyen valamilyen foglalkozása. 1988. február 14-én Joseph Wresinskin szívműtétet kellett végrehajtani, ám az altatásból már nem ébredt fel. 1990-ben a mozgalom erőfeszítéseinek eredményeképpen az ENSZ Közgyűlése határozatban mondta ki, hogy a nyomor az emberi jogok megsértése, 1992 decemberében pedig október 17-ét a szegénység elleni küzdelem világnapjává tette. A mozgalom 2015-re már a világ negyven országában működik.

## Tevékenysége
A mozgalomhoz a kezdetektől bárki csatlakozhat vallási, ideológiai, politikai nézeteitől függetlenül, aki egyetért a mozgalom céljaival és filozófiájával. A mozgalom célja a mélyszegénység megszüntetése, a nyomorban élők emberi méltóságának és küzdőképességének visszaszerzése. Ehhez nagyon fontos eszköznek tartják a művészetet, a kultúrát, a művelődés – főként a gyermekek, a fiatalok művelődésének – megszervezését. Pl. színházba, múzeumba, koncertre viszik őket. Hatékony kezdeményezésük az ún. utcai könyvtár. Minőségi könyvekkel kimennek a telepek utcáira, ahol rávezetik az érdeklődőket azok használatára, fontosságára. Nem az akciókra helyezik a hangsúlyt, hanem a megismerésre, ami évekig is eltarthat. Ez alapján döntenek, hogy az önkéntesek miként tudnak bekapcsolódni a szegények mindennapjaiba. A tapasztalataik alapján igyekeznek az egyes emberek, családok értékeire rávilágítani és azokat erősíteni, hogy ezzel is visszanyerjék emberi méltóságukat. A legeredményesebbnek  a családok támogatását tartják. Az önkéntesek főállásúak, a mozgalomtól szegényes fizetést kapnak, ugyanakkor vannak nem főállású segítőik is. Fontos számukra tanulni a szegénységről, tanulni a szegényektől.
Legfontosabb alapelvnek tartják az állandó megújulást, hogy a helyzeteket és szükségleteket a változó világban mindig újra tudják értelmezni és értékelni. Emiatt elsősorban folyamatos útkeresésként, kérdésfeltevésként tekintenek magukra, nem pedig megoldásként, válaszként. Így akarják elkerülni, hogy a mozgalom rugalmatlan intézménnyé váljon, vagy elinduljon „a leegyszerűsítő menedzsment, a szegényeket tárgyiasító tudomány és a túlzott aktivitás, a gyorsaság és hatékonyság kényszerének” irányába. A mozgalom tevékenysége összefoglalva:
- A szegénységben élő családokkal együttműködve a következő célok elérése: 
  - a családtervezéshez szükséges feltételek biztosítása (emberhez méltó lakhely, a megélhetéshez szükséges minimum joga, az egészséghez való jog stb.);
  - a tudáshoz való hozzáférés: a tudás megosztása és a modern technológiához való hozzáférés biztosítása;
  - a közéletben való részvétel és kommunikáció tanítása: jogaik védelmének érdekében, a családok és minden polgár közti párbeszéd tanítása.
- Felmérések készítése a legszegényebb családok részvételével a szegénység okainak feltárására, és megoldások keresése annak felszámolására.
- A mozgalom nemzeti illetve nemzetközi szinten arra törekszik, hogy minél több közintézménybe eljussanak célkitűzéseik, és partnereket találjon azok megvalósítására. Így képviseli az ATD Negyedik Világ Mozgalom a legszegényebb családokat többek közt az ENSZ Gazdasági és Szociális Tanácsában, az Európa Tanácsnál, az Európai Bizottságban és az Európai Parlamentben.